# メーヌ川
メーヌ川（メーヌがわ、フランス語: Maine）は、フランス中央部メーヌ＝エ＝ロワール県を流れる川であり、ロワール川の支流である。長さは12kmである。アンジェの北部で、マイエンヌ川とサルト川が合流し形成され、アンジェの南西部でロワール川に合流する。